# Onthophagus granulifrons
Onthophagus granulifrons är en skalbaggsart som beskrevs av Frey 1961. Onthophagus granulifrons ingår i släktet Onthophagus och familjen bladhorningar. Inga underarter finns listade i Catalogue of Life.